# 斯托皮爾卡
51°52′44″N 32°27′56″E / 51.87889°N 32.46556°E
斯托皮爾卡（烏克蘭語：Стопилка），是烏克蘭北部的村莊，隸屬切爾尼希夫州的科留基夫卡區。該村始建於1919年，面積0.65平方公里，海拔高度164米，2001年人口136，人口密度每平方公里210.5人。